# Речной вокзал (Нижний Новгород)
Речной вокзал — комплекс зданий и сооружений для обслуживания пассажиров речного транспорта в Нижнем Новгороде. Расположен на правом берегу Оки при её слиянии с Волгой.

## История

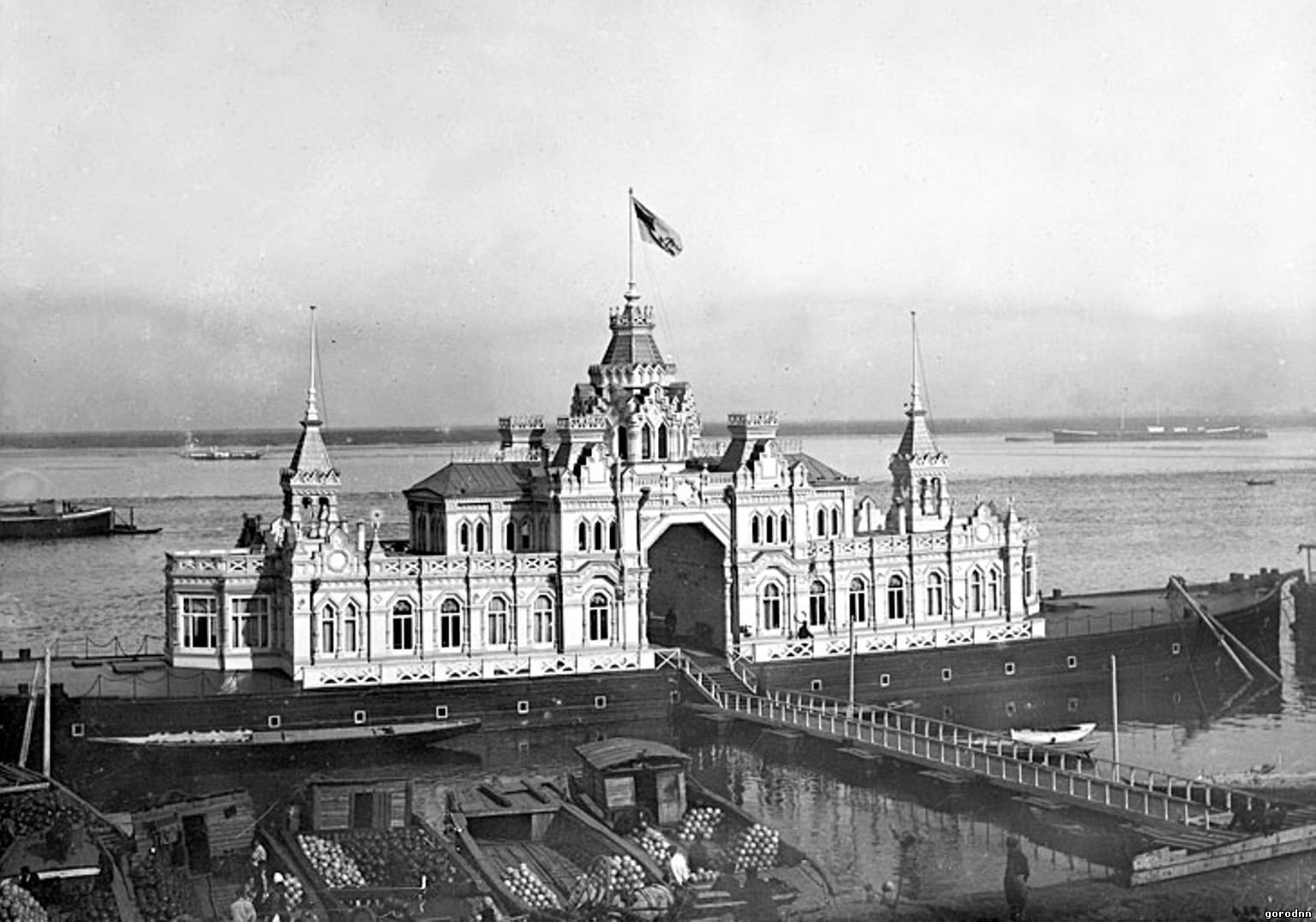
Императорская пристань (1896)

Судоходство по Волге упоминается ещё в летописях Киевской Руси (свыше 1000 лет назад), а его история, несомненно, ещё более древняя. К Дятловым горам, на которых находился Нижегородский кремль, причаливали корабли с товарами и отсюда же отходили суда на войны с Казанским ханством.
С XIX века на берегу были установлены дебаркадеры и пристани, обслуживающие, прежде всего, крупнейшую в России Нижегородскую ярмарку. В 1896 году, специально к прибытию Августейшей семьи императора Николая II в рамках празднования трёхсотлетия дома Романовых, была построена императорская пристань, также — казённая пристань. Она же использовалась для обслуживания судов добровольного флота. Рядом с ней расположилась полицейская пристань.
После революции, во время Гражданской войны, была создана Волжская военная флотилия, суда которой базировались на пристанях будущего речного вокзала.
В 1930-х годах на месте современного здания, напротив центрального причала, были построены парадные ворота. В 1952 году на них появилась надпись «Речной вокзал». Площадь перед воротами была перестроена и на ней был установлен памятник Ленину.

## Современность

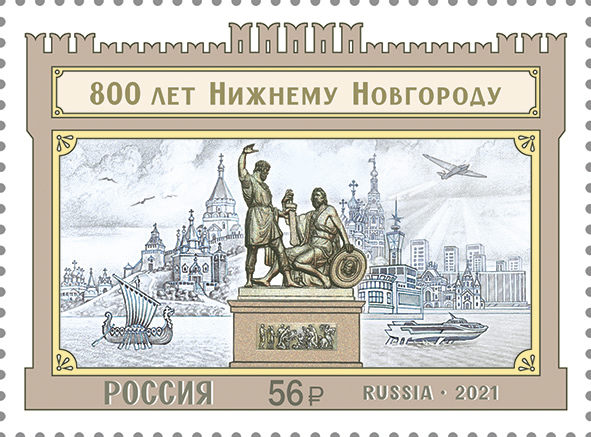
Здание Речного вокзала (справа) на почтовой марке России 2021 года, посвящённой 800-летию Нижнего Новгорода

Современное здание вокзала было построено в 1964 году архитектором М. И. Чурилиным в стиле функционализм. В здании вокзала были открыты залы ожидания, буфет и подземные переходы к центральной пристани. По форме здание напоминает речное судно. Во время реконструкции 2002—2003 годов к вокзалу по бокам были пристроены полукруглые ротонды.
С 2000-х годов в здании речного вокзала располагаются администрация ОАО «Судоходная компания „Волжское пароходство“» и офис туристической компании «ВодоходЪ». Во время реконструкции Нижне-Волжской набережной выходы к центральной пристани были закрыты, а помещения вокзала переделаны под офисы компаний. Вокзал, фактически, не функционирует, из-за отсутствия регулярных междугородних речных перевозок, являясь офисным зданием.
С 2019 года для внутригородского и пригородного (Городец, Макарьево) сообщения возобновили рейсы скоростных судов «Валдай 45Р», Центрального конструкторского бюро имени Р. Е. Алексеева.

## Речной трамвай
В период речной навигации внутри города курсирует речной трамвай. Он связывает между собой Заречную и Нагорную части Нижнего Новгорода. Он отправляется от Южной пристани в микрорайоне «Юг» Автозаводского района и следует до пристани «Александровский сад» у Чкаловской лестницы. Речной трамвай также делает остановку на пристани у речного вокзала.
Кроме того, от пристаней речного вокзала имеются регулярные рейсы до Бора, Городца, Макарьево, Казани, Ульяновска, Васильсурска, Дзержинска и Павлова.
| # | Название линии | Конечные станции                                | Количество станций |
| - | -------------- | ----------------------------------------------- | ------------------ |
| 1 | Главная        | Южная пристань — пристань «Александровский сад» | 3                  |
|   | Всего:         |                                                 | 3                  |

## Привязка общественного транспорта

### Автобусные маршруты
| №  | Пересадки                                                                               | Конечный пункт 1    | Следует по улицам | Конечный пункт 2   |
| -- | --------------------------------------------------------------------------------------- | ------------------- | --- | ------------------ |
| 45 | Московская Канавинская Московский вокзал Нижегородская                                  | Улица Академическая | Казанское ш., ул. Родионова, ул. Минина, пл. Минина и Пожарского, Нижне-Волжская наб., пл. Горького, Похвалинский съезд, Метромост, Московское ш., ул. Одесская, Метромост, Московское шоссе, ул. Рябцева, ул. Авиационная, ул. Чаадаева, ул. Циолковского, пр. Кораблестроителей | ЗКПД-4             |
| 52 | Стрелка                                                                                 | Улица Академическая | Казанское ш., ул. Родионова, ул. Минина, пл. Минина и Пожарского, Нижне-Волжская наб., пл. Ленина, ул. Советская, ул. Сергея Акимова, ул. Бурнаковская | Рынок Бурнаковский |
| 61 | Московская Московский вокзал                                                            | Улица Богдановича   | ул. Варварская, пл. Минина и Пожарского, Нижне-Волжская наб., пл. Ленина, ул. Советская, пл. Революции, ул. Долгополова | Улица Долгополова  |
| 90 | Московская Канавинская Бурнаковская Буревестник Московский вокзал Починки Нижегородская | Улица Академическая | Казанское ш., ул. Родионова, ул. Минина, пл. Минина и Пожарского, Нижне-Волжская наб., пл. Ленина, ул. Советская, Московское ш., Сормовское ш., ул. Коминтерна, ул. Свободы, пр. Кораблестроителей, ул. Зайцева                                                                   | ЗКПД-4             |

### Трамвайные маршруты
| №  | Конечный пункт 1   | Следует по улицам                                                                 | Конечный пункт 2 |
| -- | ------------------ | --------------------------------------------------------------------------------- | ---------------- |
| 11 | Благовещенская пл. | ул. Рождественская, Зеленский съезд, ул. Октябрьская, ул. Ошарская, ул. Пискунова | Чёрный пруд      |

Речной вокзал на видах Нижнего Новгорода
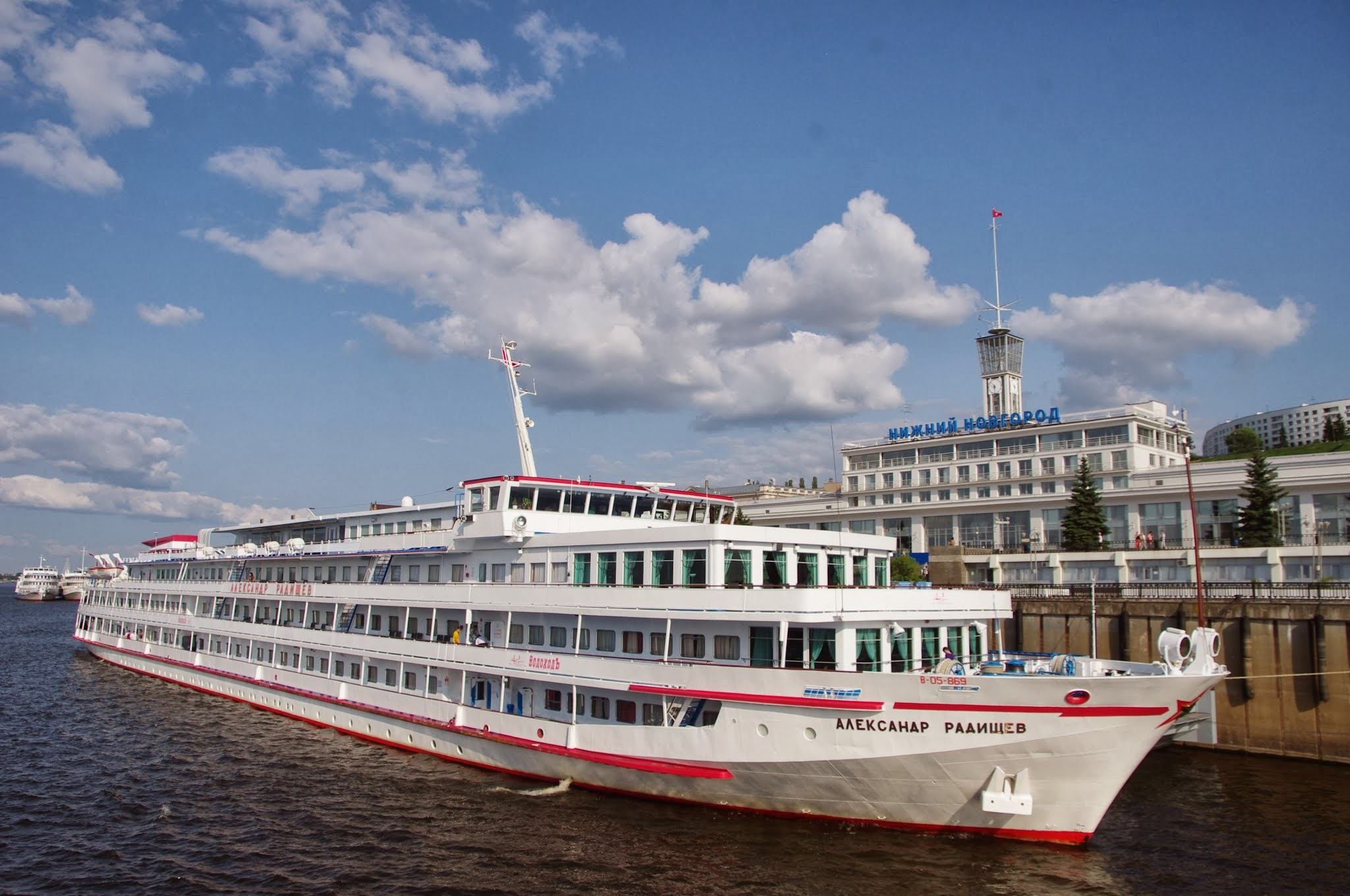
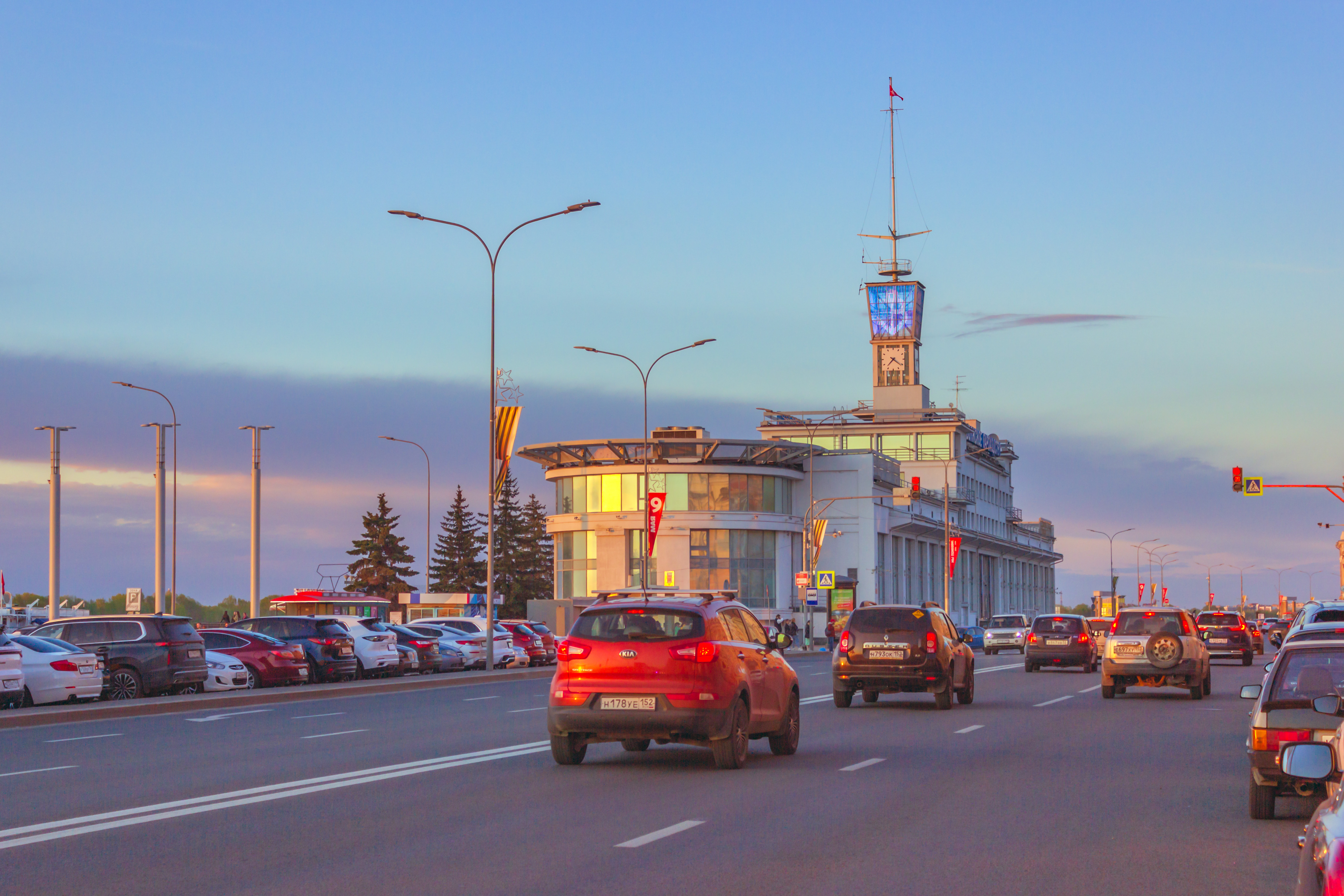
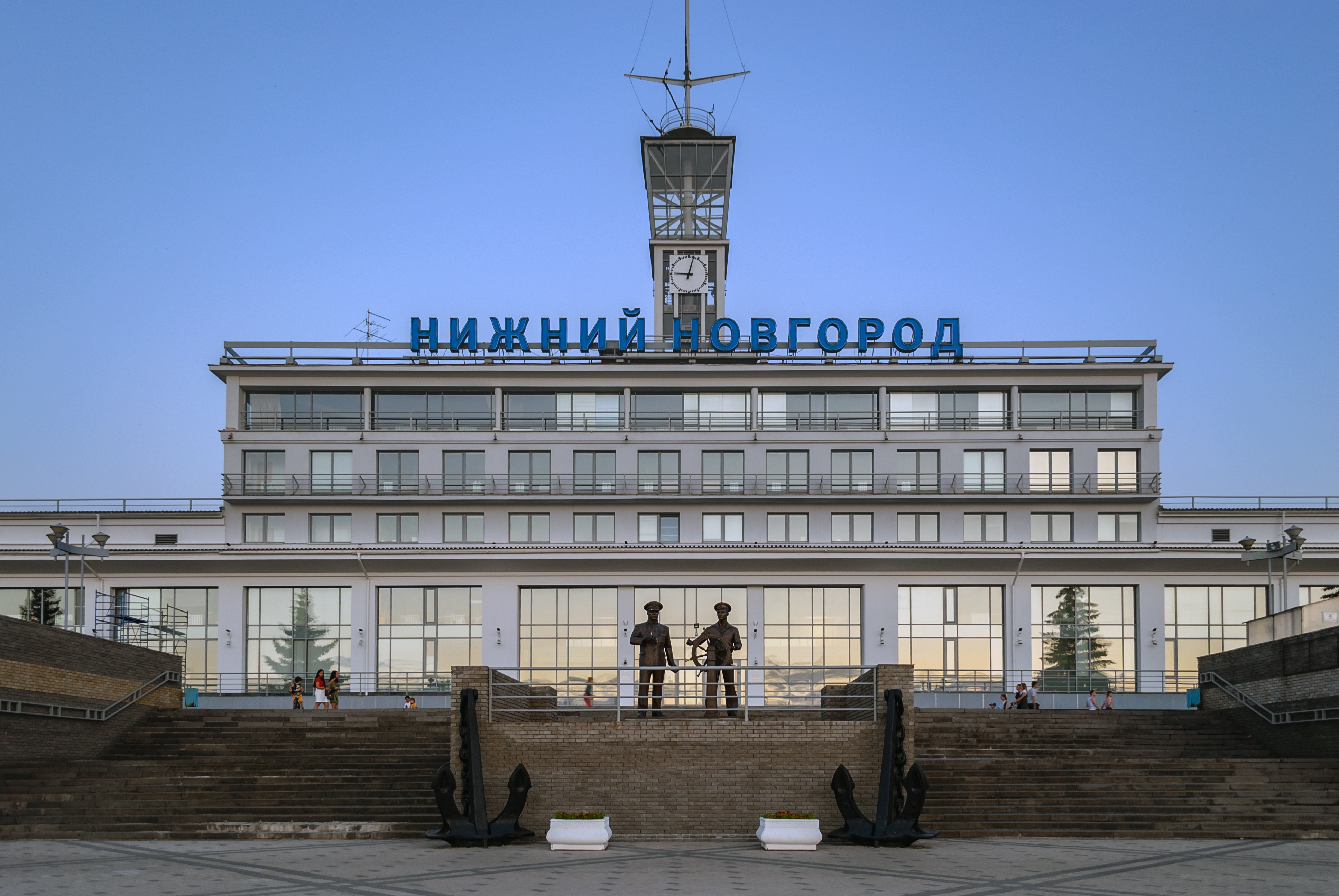
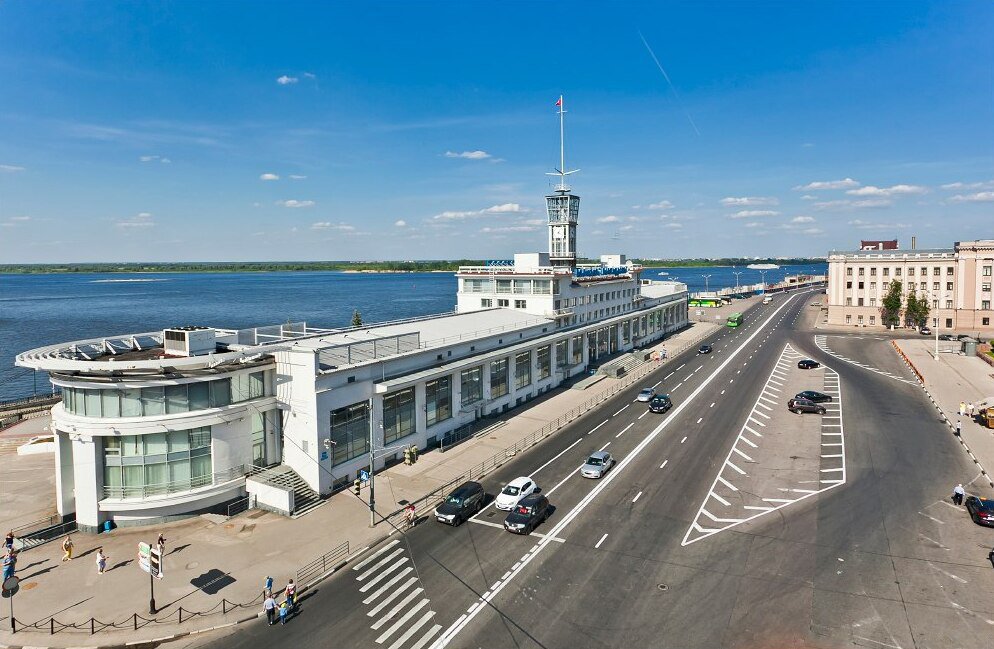
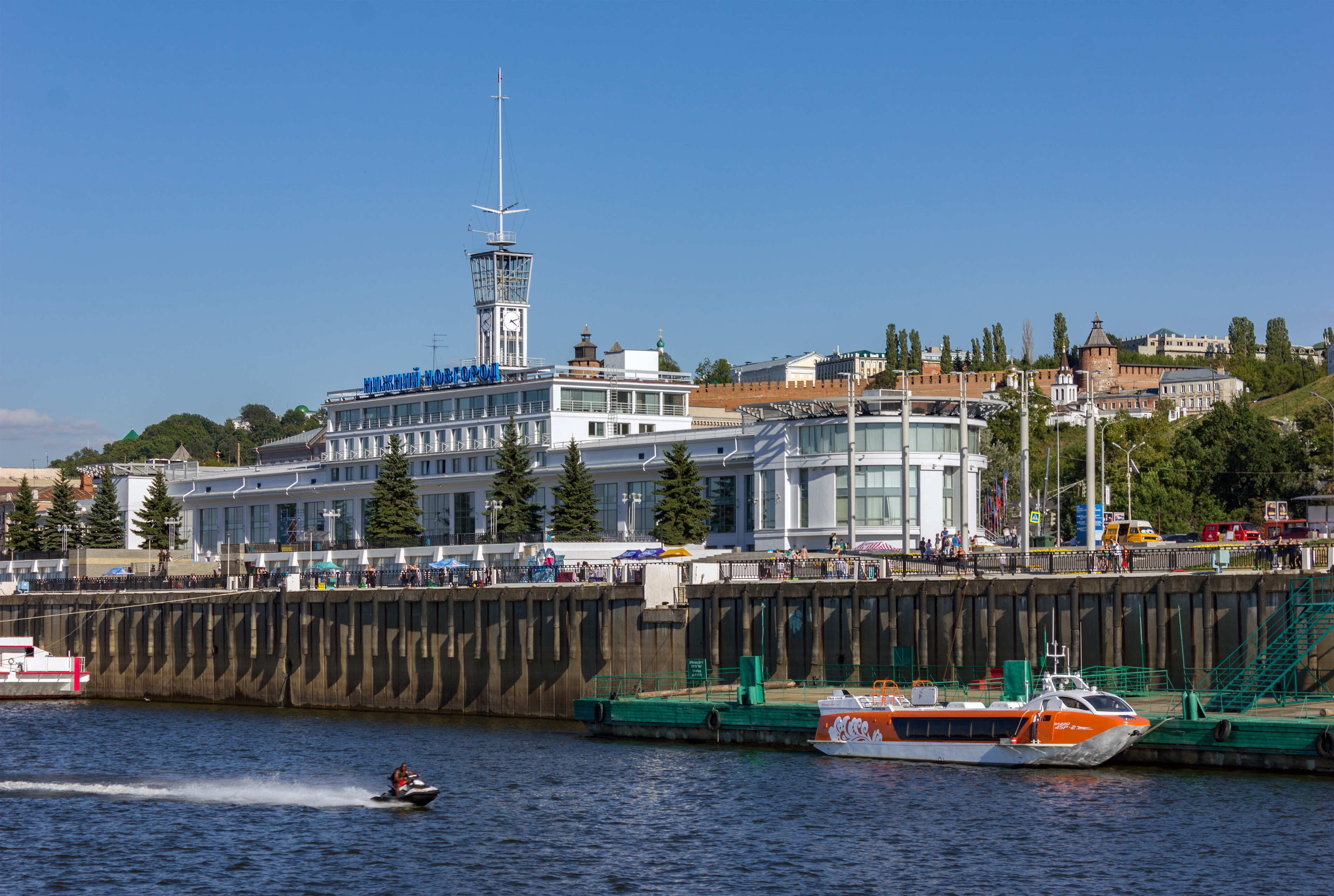
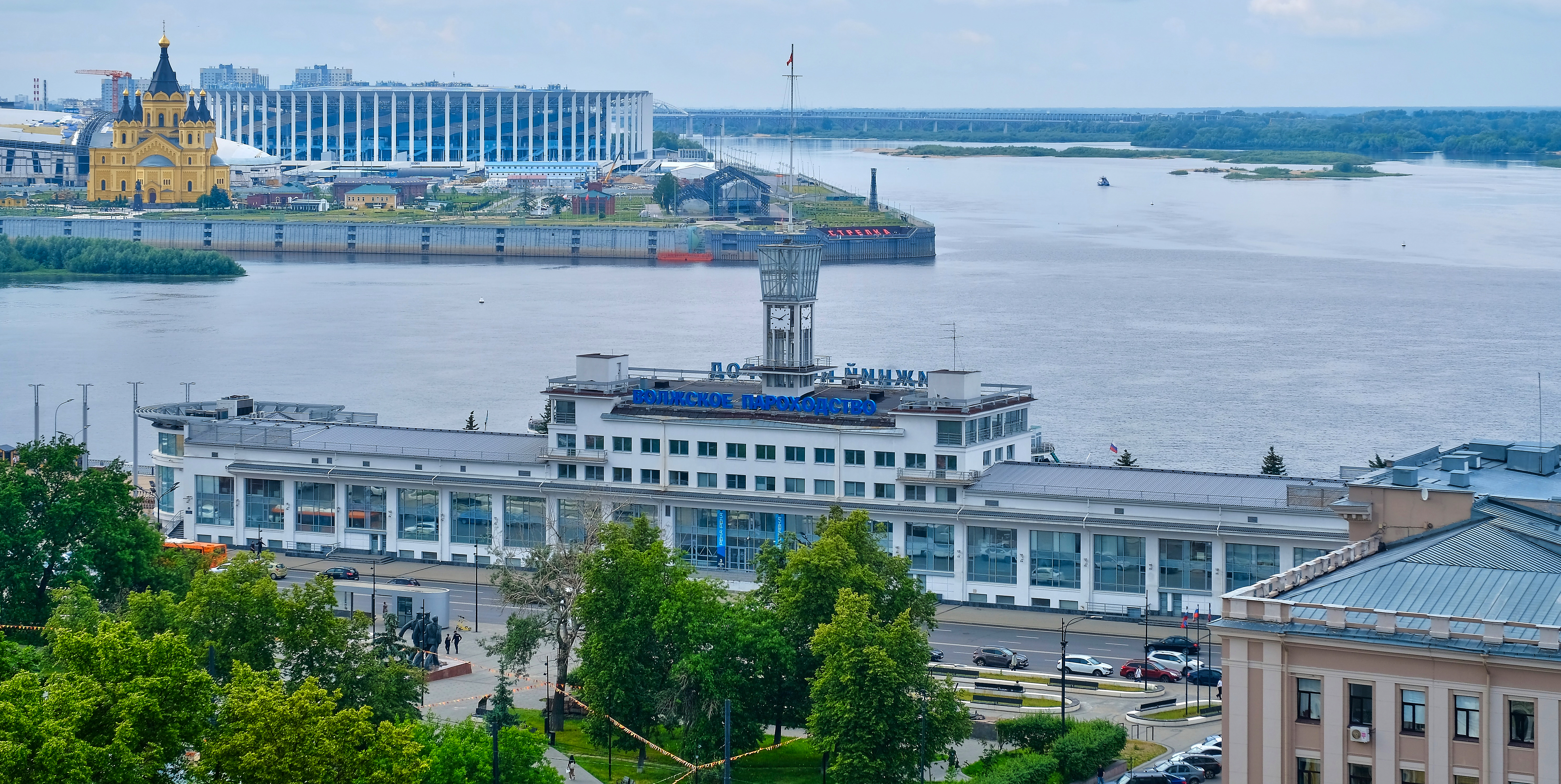